# West Port House

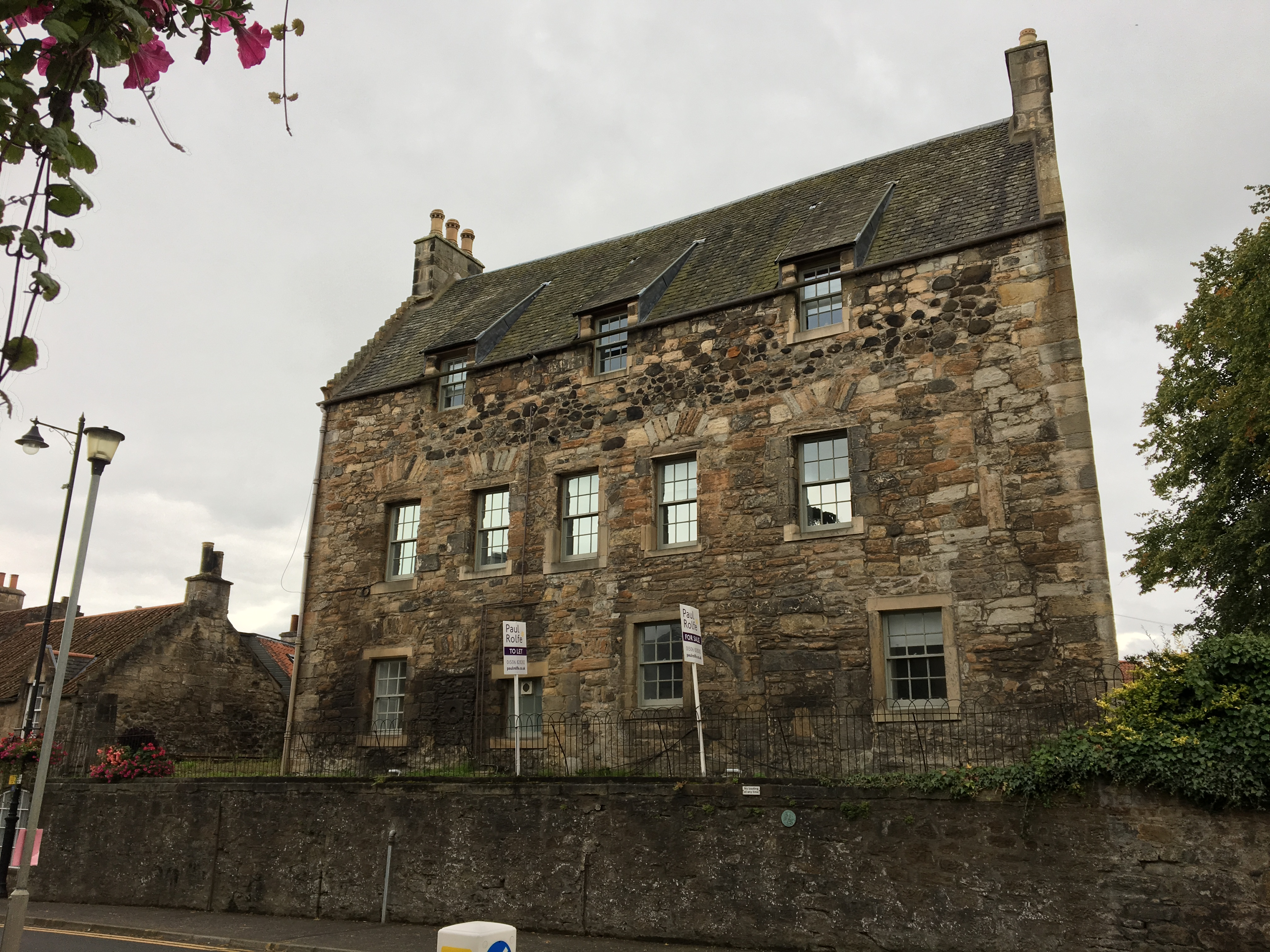
West Port House

West Port House ist ein Herrenhaus in der schottischen Stadt Linlithgow in der Council Area West Lothian. 1971 wurde das Bauwerk in die schottischen Denkmallisten in der höchsten Denkmalkategorie A aufgenommen.

## Geschichte
Am Standort von West Port House existierte ein Vorgängerbauwerk, über dessen Geschichte wenig bekannt ist. Nach der schottischen Reformation fielen weite Ländereien in der Region dem Clan Hamilton zu. James Hamilton of Silvertonhill erhielt die Ländereien am Ostrand von Linlithgow und erbaute dort um 1600 West Port House, welches er als Laird bewohnte. Er nannte sich fortan James Hamilton of West Port. Im Zuge der Entfernung des Stadttores und der Neugestaltung des Standortes wurde die Umgebung abgetragen, wodurch West Port House seine erhöhte Position erhielt. Umgestaltungen wurden im 19. Jahrhundert durchgeführt, in deren Zusammenhang das Gebäude restauriert und erweitert wurde. Um 1990 wurde West Port House in Wohneinheiten untergliedert und wird seitdem als Wohngebäude genutzt.

## Beschreibung
Das Gebäude steht an der High Street (A803), einer der Hauptverkehrsstraßen, im Zentrum von Linlithgow. Das Mauerwerk des zweistöckigen West Port House besteht aus Bruchstein vom Sandstein. Es weist einen L-förmigen Grundriss auf mit einem einstöckigen Anbau an der Ostseite. Die nordexponierte Frontseite ist asymmetrisch aufgebaut, mit vier Fenstern im Erdgeschoss und fünf im Obergeschoss. Der Eingang befindet sich auf der rechten Seite des nach Süden abgehenden dreistöckigen Flügels, wo ein Treppenturm hervortritt. Die Fenster sind teilweise mit verziertem Gesimse gestaltet. West Port House schließt mit einem schiefergedeckten Satteldach mit Staffelgiebeln. Wahrscheinlich waren die Fassaden einst mit Harl verputzt.